# Michele Antonio di Saluzzo
Miguel Antonio del Vasto (Saluzzo, 26 de marzo de 1495-Aversa, 18 de octubre de 1528) fue marqués de Saluzzo entre 1504 y 1528. Era hijo de Ludovico II de Saluzzo y de Margarita de Foix-Candale.

## Vida

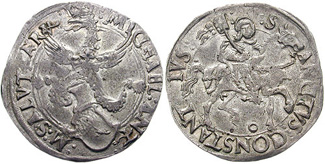
Moneda de 5,61 g de plata de Miguel Antonio. En el anverso aparece un dragón sobre el casco del marqués. En el reverso está representado San Constanzo a caballo y con estandarte.

Miguel Antonio fue nombrado conde de Carmagnola desde el mismo momento de su nacimiento.  Creció en la corte francesa, y con solo doce años, siendo ya marqués bajo la regencia de su madre, fue nombrado gobernador de la provincia de Asti.  Igual que su padre participó en las guerras italianas junto al bando francés, primero con Luis XII y más tarde con Francisco I.  En 1526 fue capitán del ejército francés al mando de 6.000 hombres y liberó Piacenza, ocupada por las tropas imperiales.  Al año siguiente conquistó Bolonia y Florencia, aunque no pudo evitar que las tropas españolas saqueasen Roma.  En el Asedio de Nápoles (1528) demostró tanto valor que el rey le nombró Lugarteniente de Italia.  Pero para entonces su ejército había sido diezmado y ya no pudo mantener el esfuerzo bélico en Nápoles.

## Muerte
Murió en la batalla de Aversa contra los españoles, por la explosión de una bala de cañón. Según su última voluntad fue enterrado en la basílica de Santa María en Aracoeli, en Roma, pero su corazón quedó junto a su amada en Piamonte.
Este episodio de los últimos momentos de su vida se recuerda en una balada Il testamento del capitano ("El testamento del capitán") en la que confía su última voluntad a los soldados que están a su lado.  Esta obra fue popularizada cuatro siglos después por los Alpini italianos durante la Primera Guerra Mundial.